# Alfonso Dastis

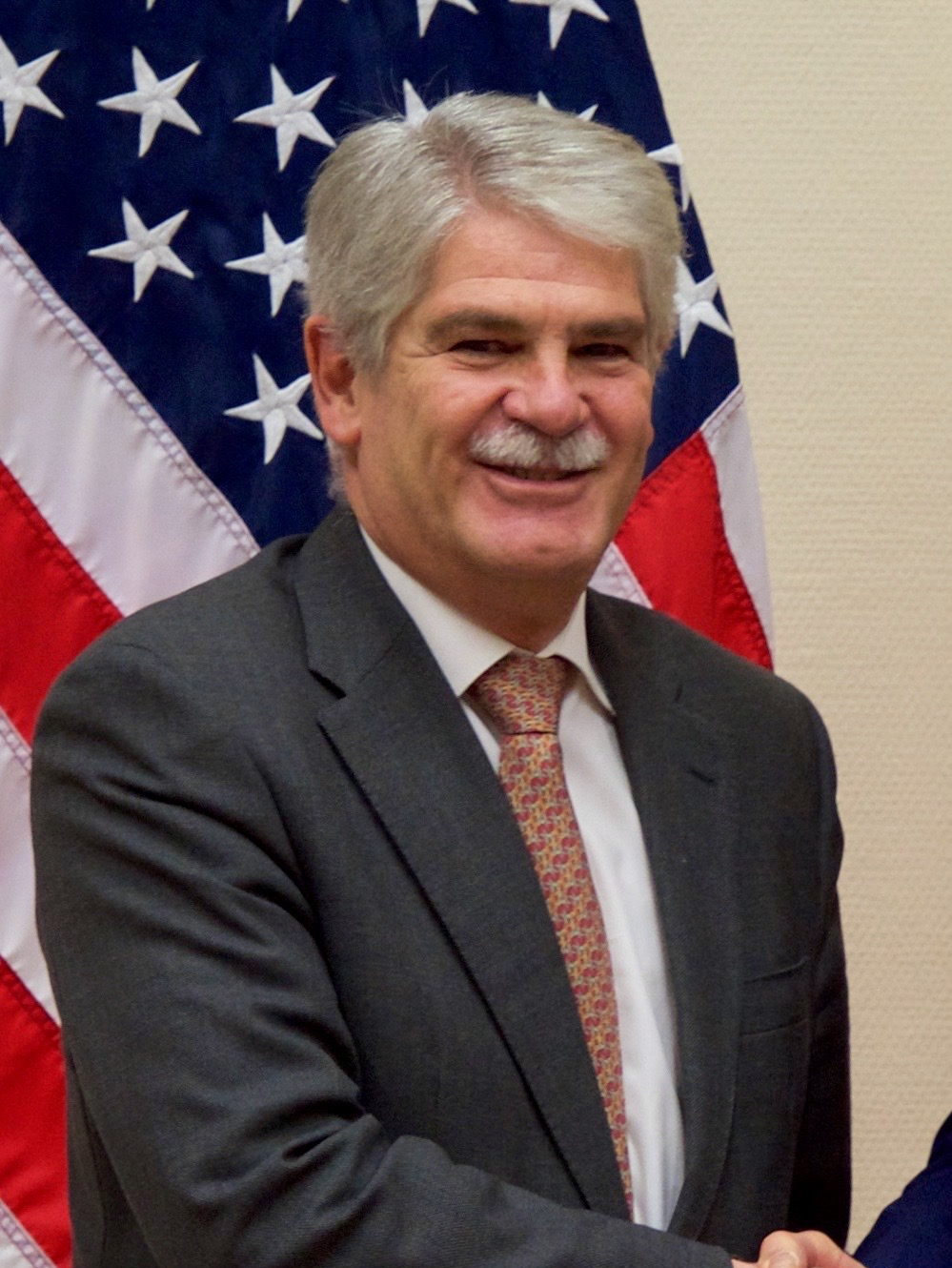
Alfonso Dastis, 2016

Alfonso María Dastis Quecedo (* 5. Oktober 1955 in Jerez de la Frontera) ist ein spanischer Diplomat und Politiker. Er war von November 2016 bis Juni 2018 Außenminister von Spanien.
Dastis absolvierte ein Studium der Rechtswissenschaften in Madrid und ist parteilos. 1983 trat er in den diplomatischen Dienst ein und bekleidete danach verschiedene Positionen im Außenministerium und bei internationalen Institutionen. Im Jahr 2002 wurde er zum Generalsekretär für europäische Angelegenheiten ernannt. Von 1989 bis 1994 fungierte er als Berater der ständigen Vertretung bei den Vereinten Nationen. 2002 bis 2004 war er Generalsekretär für europäische Angelegenheiten im Außenministerium, danach für drei Jahre Botschafter in den Niederlanden. Von 2011 bis 2016 fungierte er als ständiger Vertreter bei der Europäischen Union. Im November 2016 trat er die Nachfolge von José Manuel García-Margallo als spanischer Außenminister an.
Mit dem konstruktiven Misstrauensvotum am 1. Juni 2018 sprach der Cortes Generales gegenüber der Regierung Rajoy ihr Misstrauen aus, woraufhin die Regierungszeit Dastis' endete. Sein Nachfolger wurde Josep Borrell. Am 16. Juli 2018 wurde Dastis zum Botschafter des Spanischen Königreiches in Italien berufen.